# Alphonsea malayana
Alphonsea malayana là loài thực vật có hoa thuộc họ Na. Loài này được P.J.A.Kessler mô tả khoa học đầu tiên năm 1996.